# خوان روجاس (لاعب كرة قدم)
خوان روجاس هو لاعب كرة قدم باراغواياني، ولد في 17 ديسمبر 1945.